# Nicodemus Daoud Sharaf
 (août 2022).
Si vous disposez d'ouvrages ou d'articles de référence ou si vous connaissez des sites web de qualité traitant du thème abordé ici, merci de compléter l'article en donnant les références utiles à sa vérifiabilité et en les liant à la section « Notes et références ».
Nicodemus Daoud Sharaf (en arabe نيقوديموس داود متي شرف) est né en 1976 à Mossoul (Irak). Il est archevêque syriaque orthodoxe de Mossoul depuis 2011.

## Biographie
Nicodemus Daoud Sharaf naît à Mossoul en 1976.
Il fréquente le séminaire syrien orthodoxe de Mossoul où il obtient une licence en théologie. En 2000, à 24 ans, il est ordonné moine par le patriarche Ignatius Zakka Ier. En 2001, il devient rabban et part servir en Suède pendant trois mois.
Le patriarche Ignatius Zakka Ier l'envoie ensuite à l'Université d'Athènes pour étudier le grec. Nicodemus Daoud Sharaf finit ses études en Grèce puis part au Collège théologique de Saint-Ephrem à Saidnaya, Syrie, en tant que chargé de cours.
À partir de 2007, le jeune prêtre part à Sydney afin de servir l'église Mor Malki (Australie). Gregorios Saliba Shamoun, archevêque de Mossoul, demande au patriarche Ignatius Zakka I d'ordonner Nicodemus Daoud Sharaf comme son assistant. Le 23 mars 2010, un décret apostolique est publié et Nicodemus Daoud Sharaf devient l'assistant de l'archevêque Saliba Shamoun.
Le 27 novembre 2011, Nicodemus Daoud Sharaf est nommé archevêque de Mossoul, au cours d'une cérémonie solennelle tenue à Damas, en Syrie.